# Zagora, Cetinje
Zagora este un sat din comuna Cetinje, Muntenegru. Conform datelor de la recensământul din 2003, localitatea are 27 de locuitori (la recensământul din 1991 erau 41 de locuitori).

## Demografie
În satul Zagora locuiesc 20 de persoane adulte, iar vârsta medie a populației este de 42,2 de ani (41,2 la bărbați și 43,3 la femei). În localitate sunt 13 gospodării, iar numărul mediu de membri în gospodărie este de 2,08.
|  |

| Demografie | Demografie | Demografie |
| An         | Locuitori  | Locuitori  |
| ---------- | ---------- | ---------- |
|            |            |            |
|            |            |            |
|            |            |            |
|            |            |            |
| 1948       | 150        |            |
| 1953       | 136        |            |
| 1961       | 126        |            |
| 1971       | 78         |            |
| 1981       | 70         |            |
| 1991       | 41         | 41         |
| 2003       | 27         | 27         |

| \| Componența etnică conform recensământului din 2003[2] \| Componența etnică conform recensământului din 2003[2] \| Componența etnică conform recensământului din 2003[2] \| Componența etnică conform recensământului din 2003[2] \| Componența etnică conform recensământului din 2003[2] \| \| ----------------------------------------------------- \| ----------------------------------------------------- \| ----------------------------------------------------- \| ----------------------------------------------------- \| ----------------------------------------------------- \| \| \| \| \| \| \| \| Muntenegreni \| Muntenegreni \| \| 18 \| 66,66% \| \| Sârbi \| Sârbi \| \| 9 \| 33,33% \| \| necunoscută \| necunoscută \| \| 0 \| 0% \| |              |  |    |        |
| Componența etnică conform recensământului din 2003 |              |  |    |        |
| |              |  |    |        |
| Muntenegreni | Muntenegreni |  | 18 | 66,66% |
| Sârbi | Sârbi        |  | 9  | 33,33% |
| necunoscută | necunoscută  |  | 0  | 0%     |